# Varambon
Varambon ist eine französische Gemeinde mit 664 Einwohnern (Stand 1. Januar 2022) im Département Ain in der Region Auvergne-Rhône-Alpes; sie gehört zum Arrondissement Nantua und zum Kanton Pont-d’Ain.

## Geografie
Die Gemeinde Varambon liegt am rechten Ufer des Ain, in den hier der Suran mündet, unterhalb der Kleinstadt Pont-d’Ain am Ostrand der Seenlandschaft Dombes.

## Bevölkerungsentwicklung
| Jahr                       | 1962 | 1968 | 1975 | 1982 | 1990 | 1999 | 2010 | 2021 |
| Einwohner                  | 266  | 299  | 287  | 314  | 353  | 385  | 521  | 654  |
| Quellen: Cassini und INSEE |      |      |      |      |      |      |      |      |

## Sehenswürdigkeiten
- Schloss Boissieu (Monument historique, Privatbesitz)
- Kirche Sainte-Madeleine
- Wasserturm

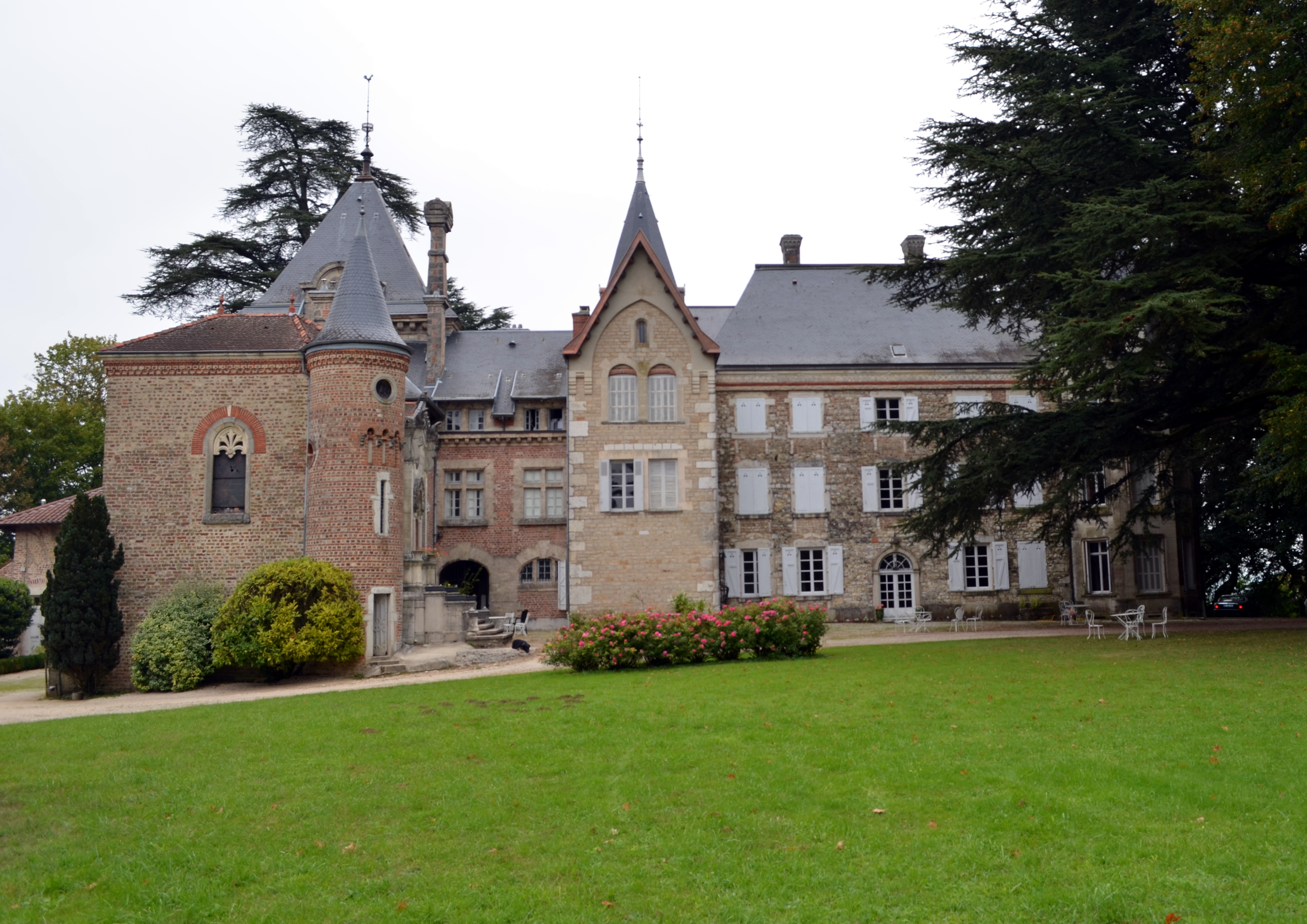
Schloss Boissieu
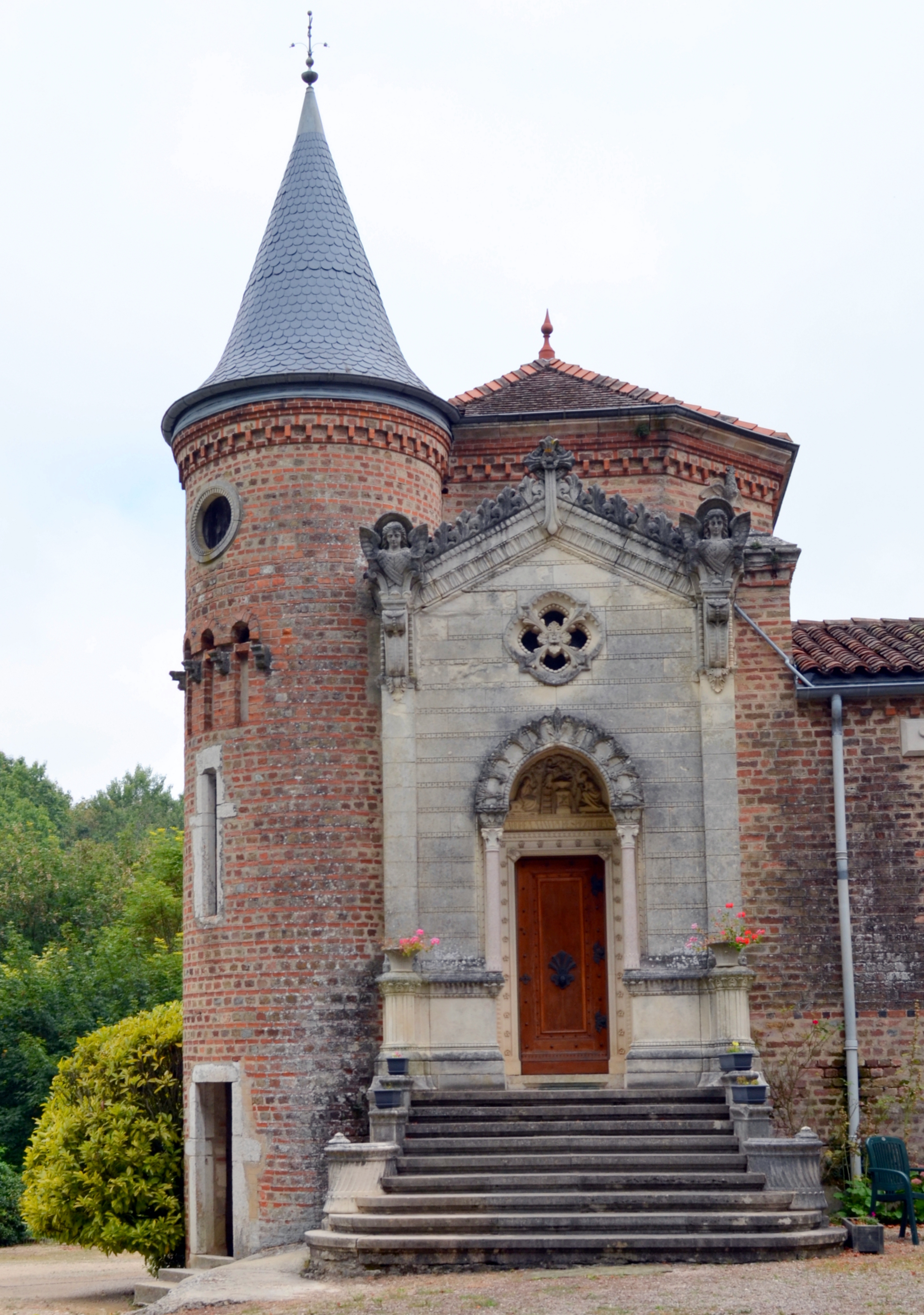
Schlosskapelle
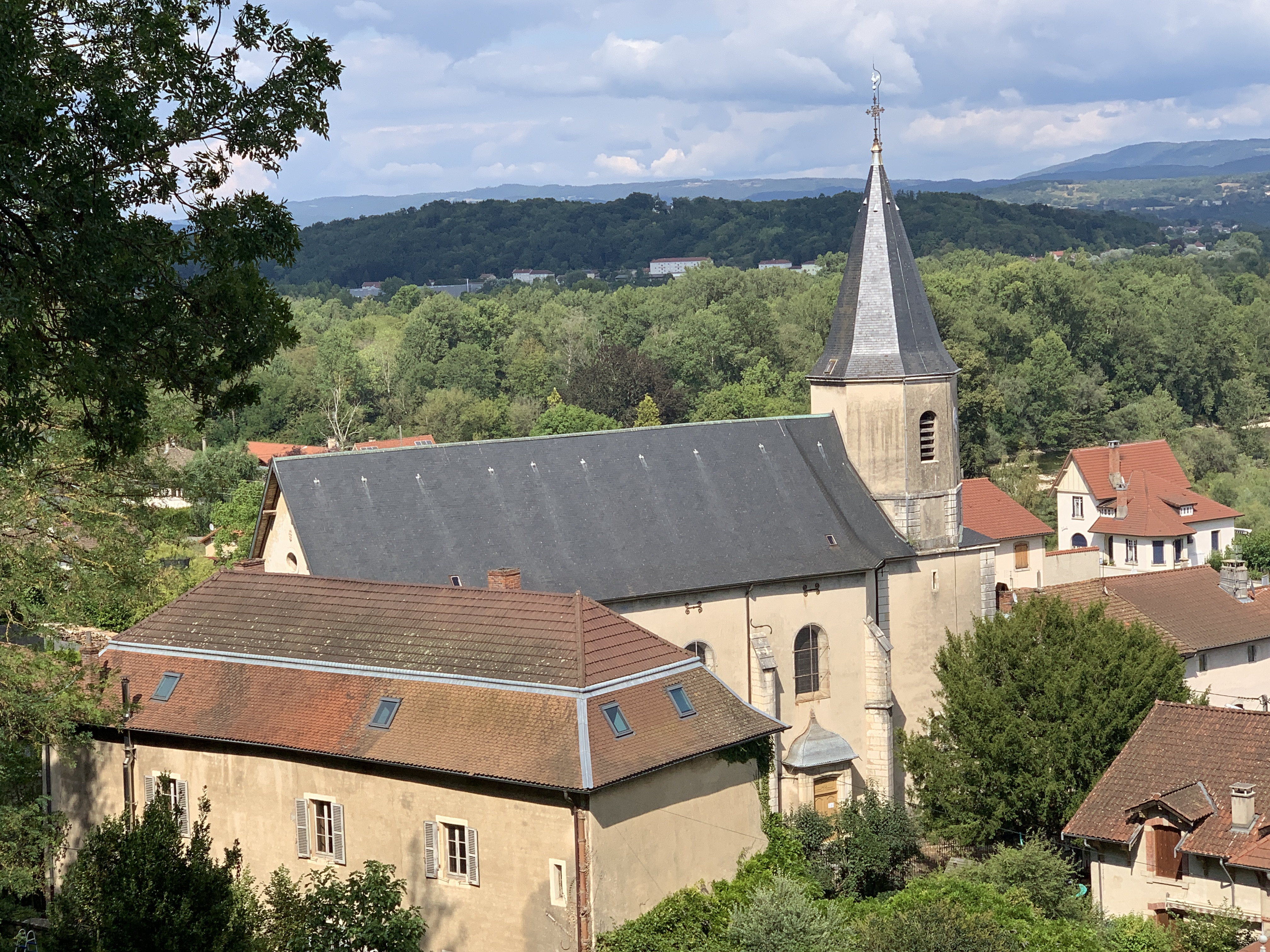
Kirche Sainte-Madeleine
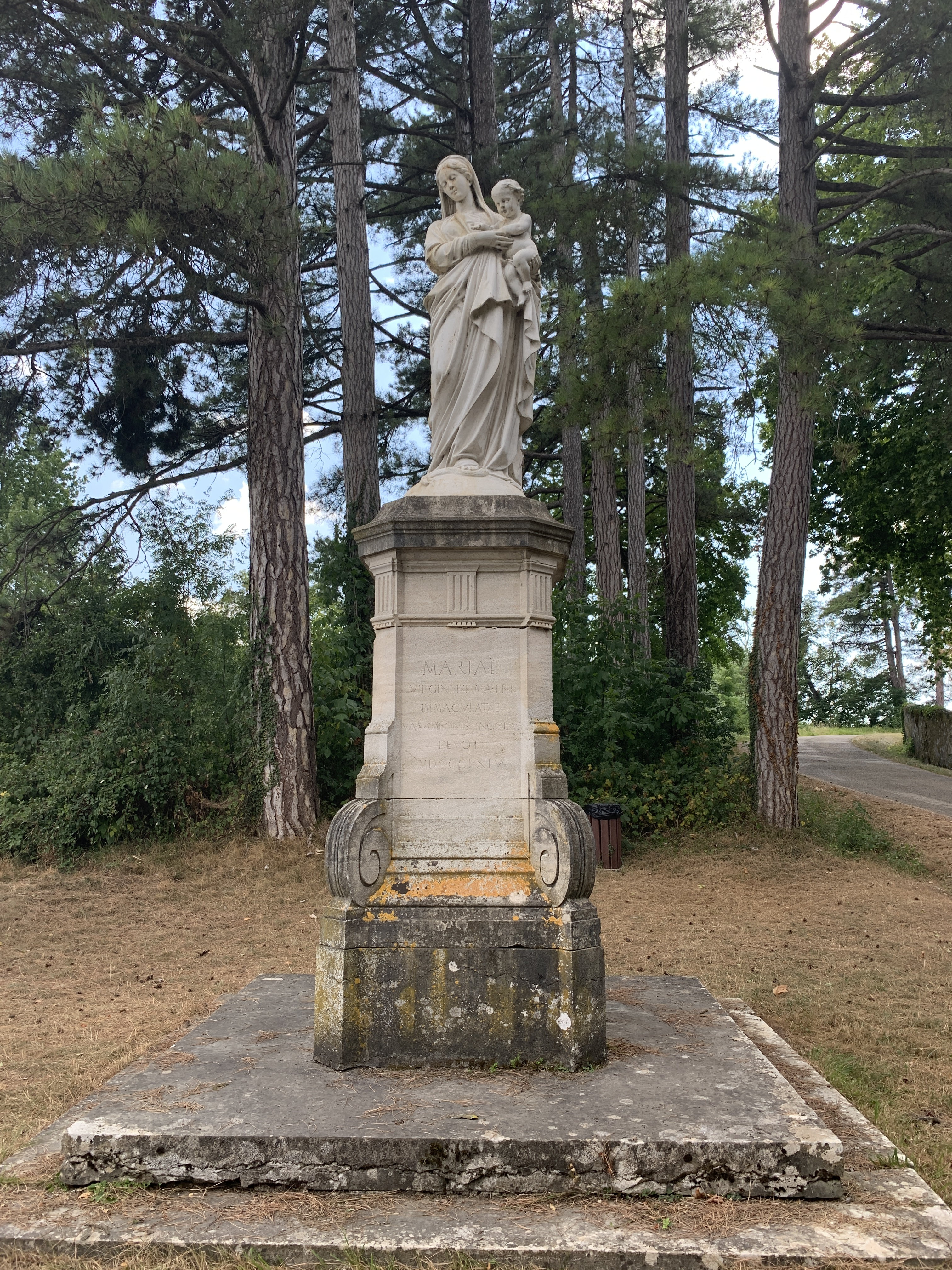
Marienstatue
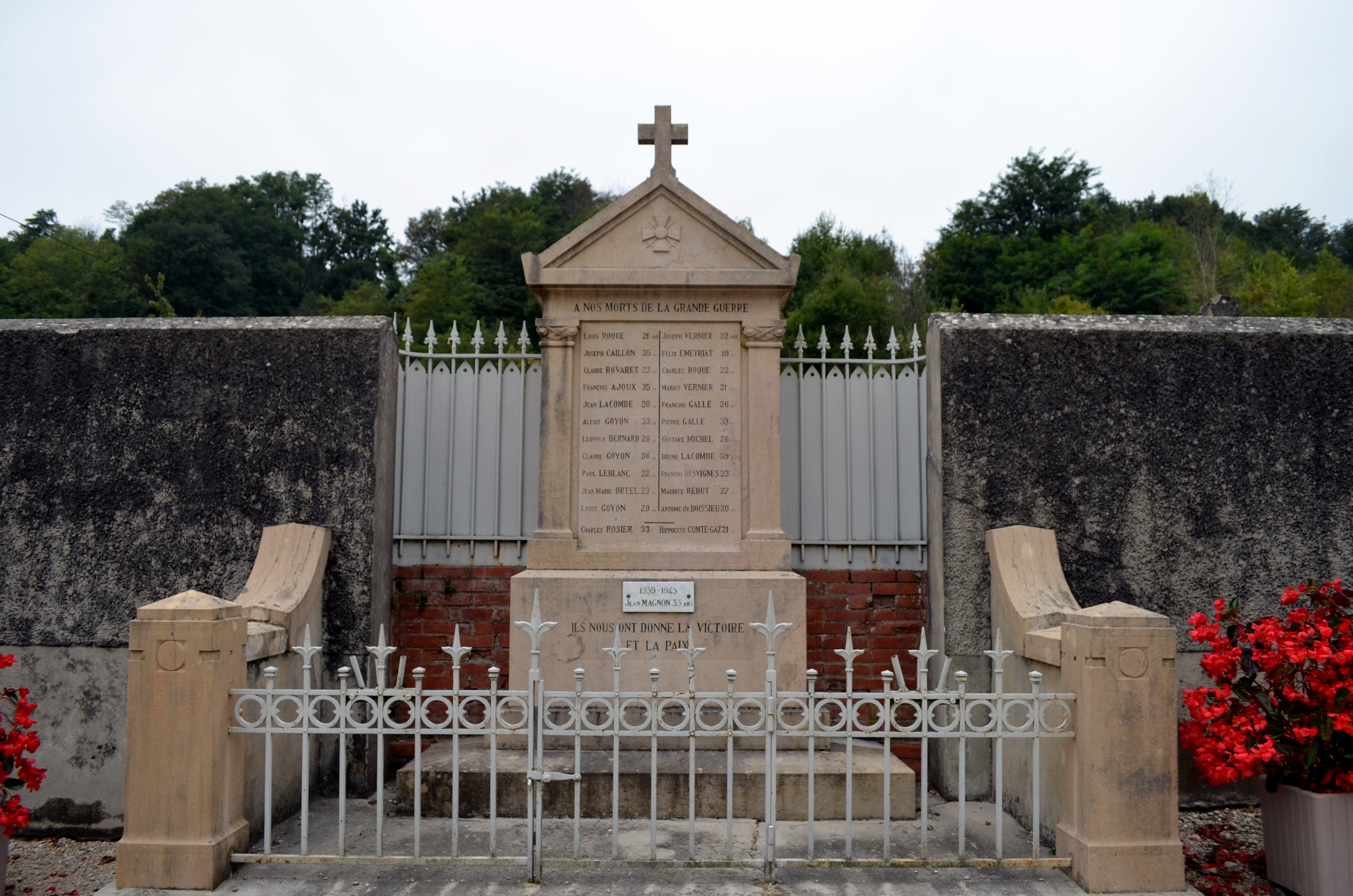
Gefallenendenkmal